# 复兴公园
31°12′59″N 121°28′10″E / 31.2162592°N 121.4695068°E
复兴公园是位于中国上海市黄浦区雁荡路105号的一座公园，东至重庆南路、北接雁荡路，西接香山路、皋兰路，南至复兴中路，目前占地7.3公顷。复兴公园拥有超过一百年的历史，曾是上海租界内最大的公园，也是上海最著名一座法式公园，以安静高雅著称。

## 历史
复兴公园原址为顾家宅村。上海法租界第二次扩张后，该村紧邻法租界西边界。1900年，法租界公董局以7.6万两规银购买土地152亩建造顾家宅兵营。1901年辛丑条约签订，兵营内法军逐步减少。1904年，法国总会向公董局申请租用兵营土地建造网球场、停车场等设施，得到了批准。网球场落成后经营状况良好。1908年7月1日，公董局董事会决定将兵营全部、分批改建为公园。公园由法国园艺师柏勃（Papot）设计，在法国里昂金头公园的蓝图的基础上建造该公园。 1909年6月29日，公园建成，并于同年7月14日正式对外开放。正式名称为顾家宅公园（法語：parc de koukaza），俗称法国公园。公园仅限法国侨民进出。之后随周边道路陆续建成，剩余兵营搬迁，公园不断改、扩建，至1925年逐渐形成今日的规模。这部分工程由法国工程师约少默（Jousseaume）设计，中国设计师郁锡麒也参与其中。1928年，公园允许华人出入。抗战爆发后，公董局董事会决定接受上海市立动物园内受战火威胁的动物，在园内建设动物园，并于1938年开放。1943年汪精卫政府收还法租界，1944年随辣菲德路（今复兴中路）更名大兴路，将公园更名为大兴公园，1946年又随路名更名而更名为复兴公园。1963年，公园内动物园撤销，原有动物则转移至西郊公园（现上海动物园）。文革期间，公园一度更名为红卫公园，但不久即改回原名至今。现为黄浦区文物保护单位。
2014年，正值复兴公园建成105周年之际，公园被貓途鷹评为中国十大最受欢迎的公园之一。

## 特色
作为上海历史最久的公园之一，也是中国现在保存最完整的法式园林，复兴公园造园采取规则式与自然式相结合的布局：中北部采取规则式，其中的沉床式花坛体现了法式风格；西南部则以自然式为主，在建造中亦融入了中式元素，体现在公园南部亭子与池塘、假山的布置上。公园内现存景观有：
毛毡花坛
位于公园中部，占地面积2742平方米，为一方形沉床式花坛，由6个小花坛组成。花坛中心面积154平方米，原设有环龙纪念碑，以纪念1911年在上海飞行表演中罹难的环龙，纪念碑于1950年拆除，现设置喷水池。
马、恩雕像
位于花坛北部，原为草坪和道路，1985年建成马、恩雕像。
大草坪
位于公园东南部，面积8000余平方米，由悬铃木环绕。
月季园
位于公园西部，占地面积2741平方米，为一椭圆形沉床式花坛，由椭圆形环路分割为四个部分，分别种植不同花卉。
中国园
处于公园西南部，是公园的扩建部分。园内开凿荷花池，在池南布置长廊。另设置有假山瀑布等景观。

## 商业
复兴公园是上海最有情调的公园之一，商业气息浓郁，公园边缘有钱柜KTV等娱乐场所，园内大草坪经常举办各种嘉年华、演唱会活动。而官邸、97酒吧等已经成为世界各地明星们来上海后经常光顾的地点。复兴公园也一度成为上海的时尚地标，承载着80后上海人的集体记忆。

## 周边景观
公园靠西有中华民国国父孙中山的纪念馆（香山路7号），和张学良寓所（皋兰路1号）。靠南则有思南公馆和周公馆（思南路73号）。

## 图片集

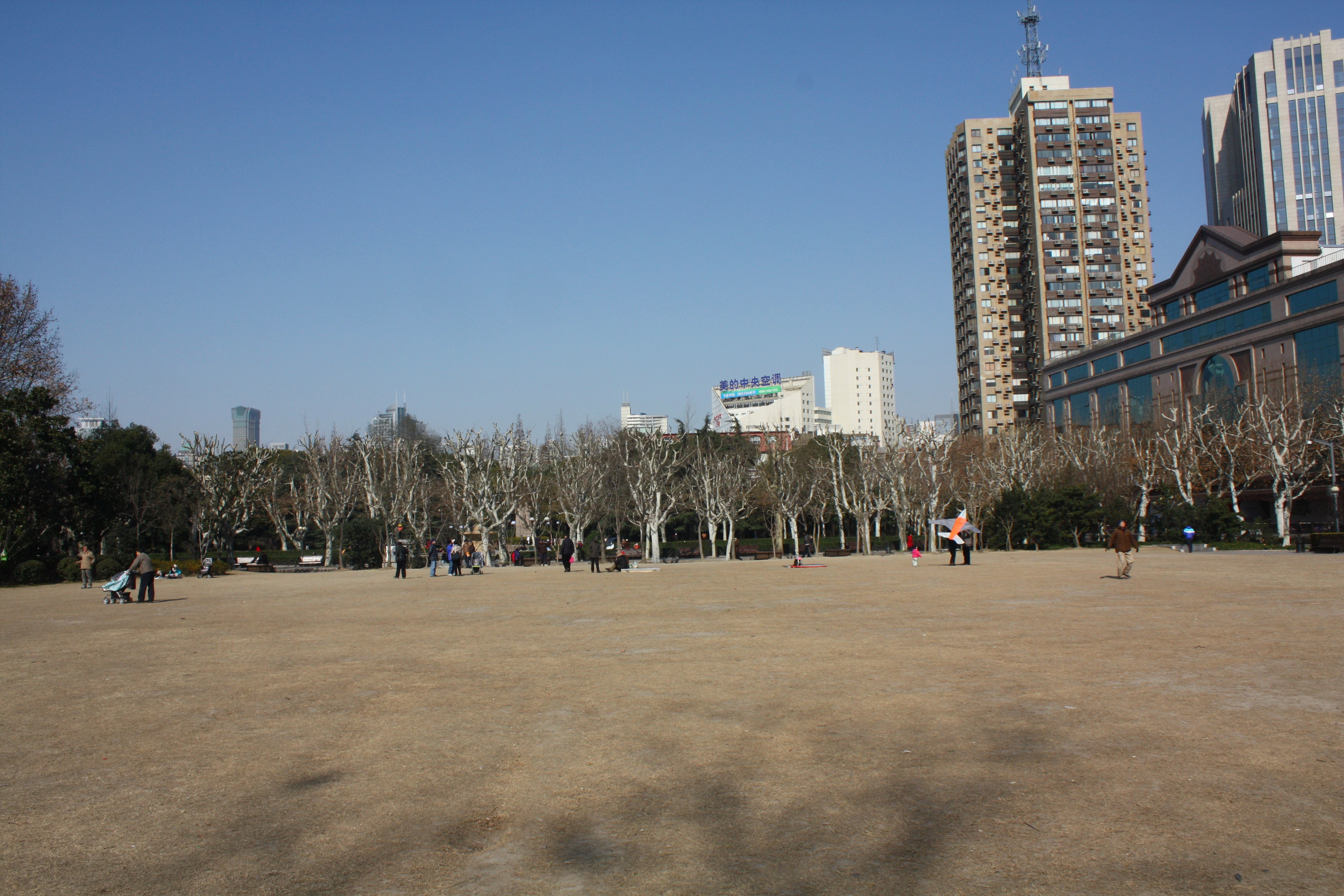
大草坪
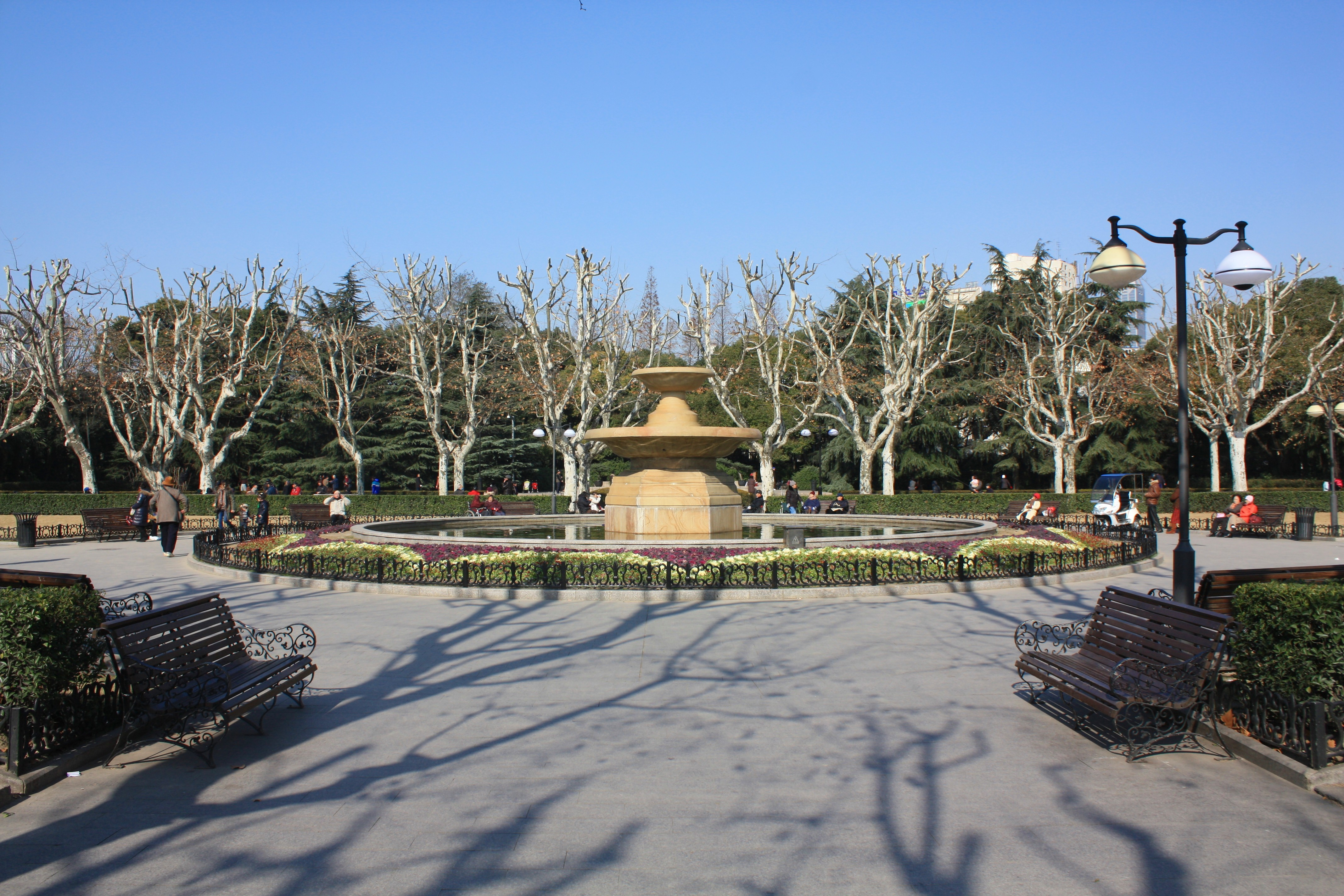
沉床花坛
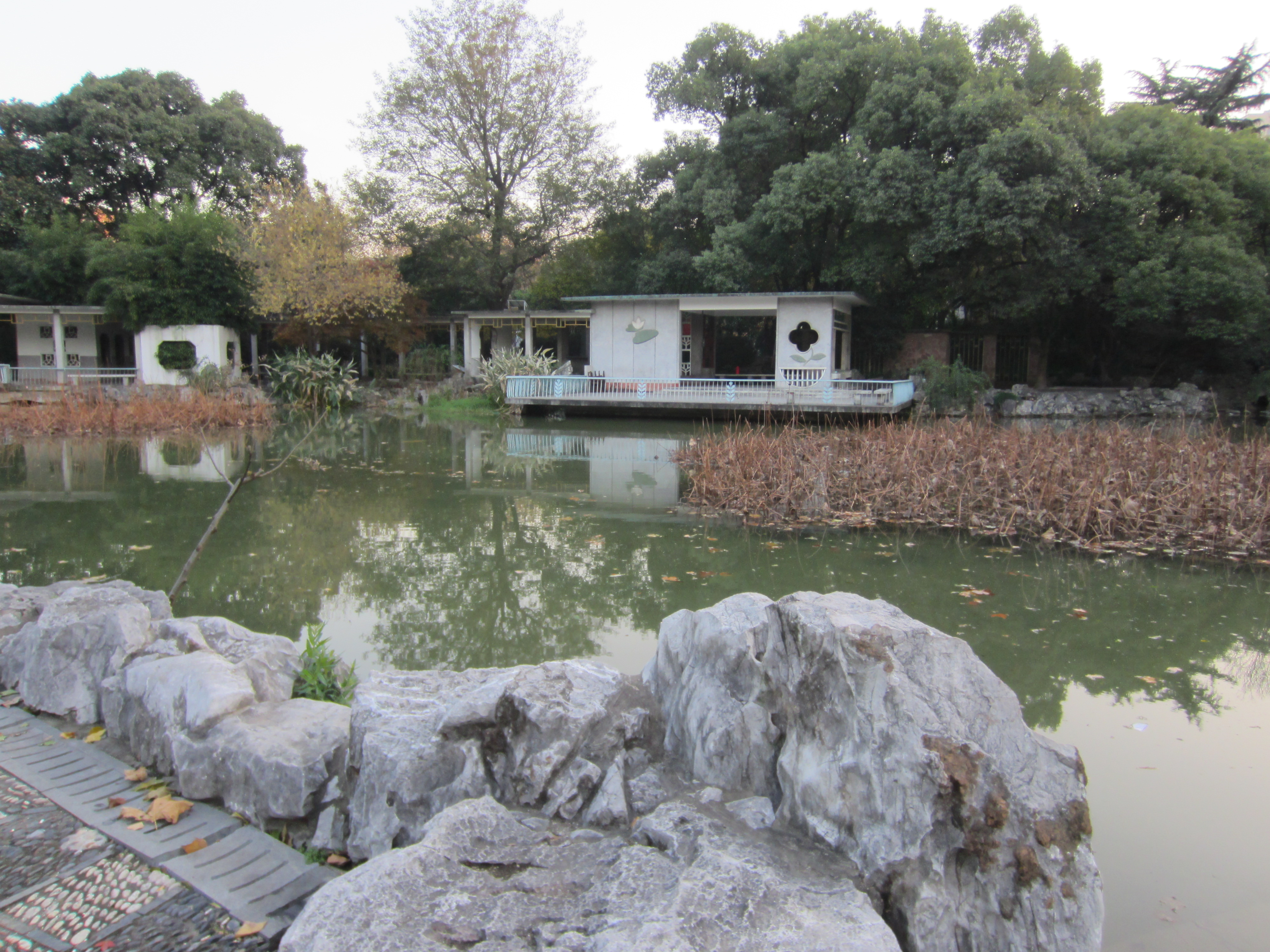
荷花池——水榭长廊
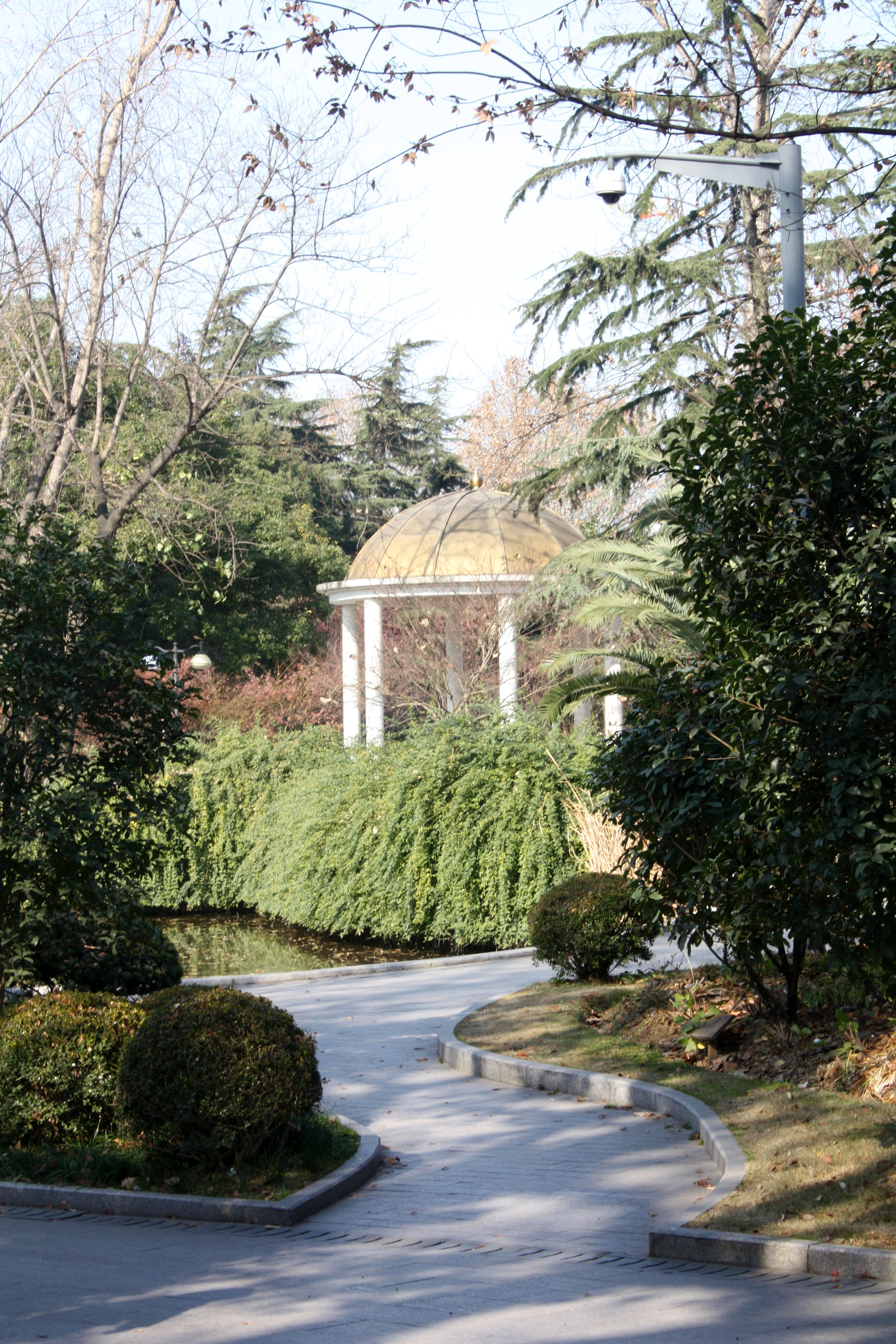
音乐亭
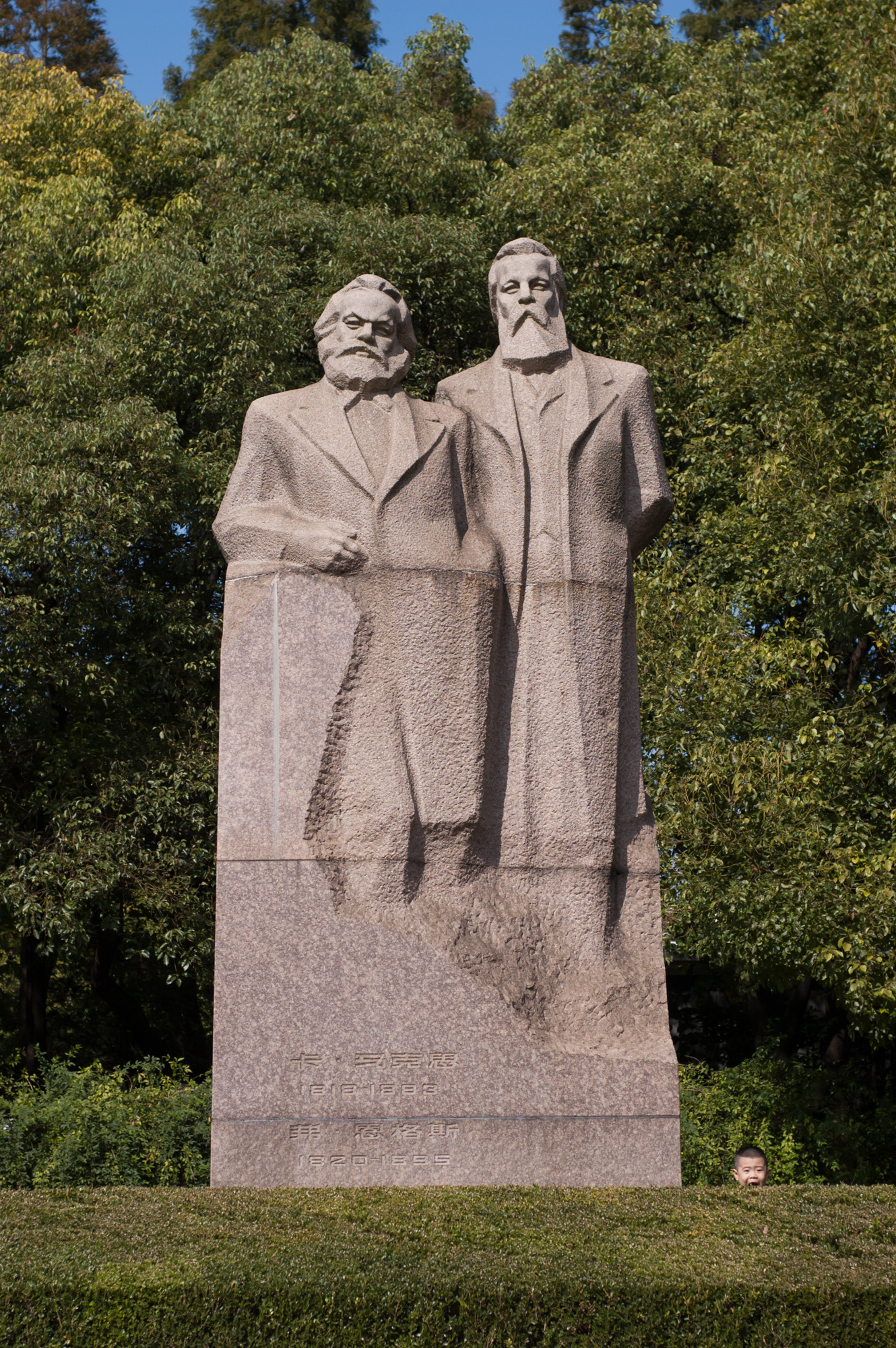
马恩雕像
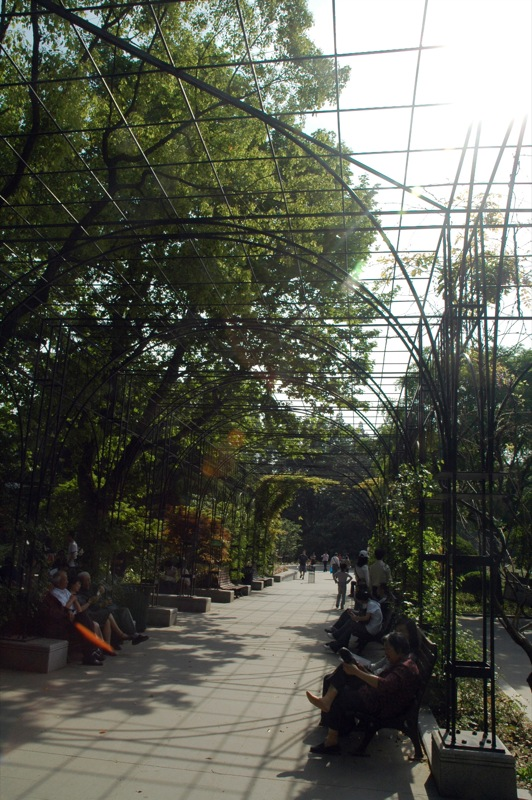
春广场